# 十四年式十糎榴弾砲
十四年式九糎榴弾砲（じゅうよねんしききゅうせんちりゅうだんほう）は、大日本帝国陸軍がシベリア出兵時に鹵獲した95mm軽榴弾砲を、昭和12年（1937年）に準制式制定した榴弾砲。

## 概要
ロシア帝国軍が第一次世界大戦中にオーストリア＝ハンガリー帝国軍から鹵獲したシュコダen:Skoda 95 mm Model 1907/11山地榴弾砲を、シベリア出兵中に日本陸軍がさらに鹵獲したものである。このため、制定は昭和12年であるが、シベリア出兵完了の翌年となる大正14年に遡って年式が与えられている。
九一式十糎榴弾砲の配備が進むまでの暫定装備として、準制式兵器として制定された。九一式に比べて散布界が左右遠近ともに2倍広く、弾道性はあまり優れていないが、反面山砲として設計されているため俯角は8度と大きく、重量も非常に軽い。
また、95mmという口径は日本陸軍に類例がなく、鹵獲品の弾薬には限りがあったため、同時に九一式と共通の105mm弾薬を使用できるように砲身と薬室を削った改造十四年式十糎榴弾砲（かいぞうじゅうよねんしきじっせんちりゅうだんほう）が、同じく準制式兵器として制定された。ただし、強度上の理由から三号装薬の使用はできず、五号装薬以下のみで射撃する。このため射程が短くなるので、弾種は尖鋭弾のみを使用した。